# 아이캡
아이캡(iCab)은 매킨토시를 위한 웹 브라우저로, 아타리 TOS 호환 컴퓨터에서 작동되던 "크리스탈 아타리 브라우저" (CAB)에서 파생된 브라우저다. 최근 출시된 아이캡 4는 코코아 API로 재작성되었다.
아이캡의 기존 레이아웃 엔진은 CSS와 DOM을 지원하지 않는 것으로 많은 비판을 받았으며, 아이캡 3은 CSS2와 유니코드 지원등 많은 렌더링 기능을 향상시켰다. 아이캡 4는 렌더링 엔진을 웹킷으로 바꾸면서 렌더링 성능을 애플의 사파리 브라우저랑 동일하게 만들었다.

## 기능
아이캡은 광고를 보거나 다른 원하지 않는 콘텐츠를 차단해 주는 필터 관리자를 포함하고 있다. 현재 아이캡은 두 필터 (광고, 비디오)를 제공하는데, 이 중 다른 필터인 비디오 필터는 유튜브 비디오에 다운로드 링크를 추가하는 등의 기능 추가 역할을 하는 필터다.
아이캡은 HTML 유효성 확인, 자동 페이지 새로 고침, 웹 인스펙터, DOM 인스펙터, 자바스크립트 디버거 및 콘솔 등의 개발자용 기능을 포함하고 있다. 자동 페이지 새로 고침 기능은 로컬 하드 디스크로 변경 사항이 생기면 새로 고침 해주는 도구고, HTML 유효성 확인 도구는 HTML 오류를 쉽게 확인해 줄수 있는 도구다. HTML 유효성 확인 도구는 개발자가 이전에 만든 크리스탈 아타리 브라우저에도 있던 기능이다.
그 외에 아이캡은 다음과 같은 기능을 포함한다.
- 다운로드 관리자
- 탭 브라우징
- 자바스크립트 및 CSS2 지원
- 다중 언어 지원 (UTF-16을 지원하지 않는 고전 맥에서도 아랍어 표시 가능)
- Acid2 통과
- 전체 화면 모드
- 향상된 핫리스트(북마크) 기능
- 애니메이션 GIF 파일 및 배경 사운드 차단 기능

## 같이 보기
- 웹 브라우저 목록